# 12218 Fleischer
12218 Fleischer eller 1982 RK är en asteroid i huvudbältet som upptäcktes den 15 september 1982 av den amerikanske astronomen Edward L.G. Bowell vid Anderson Mesa Station. Den är uppkallad efter musikern Randall Craig Fleischer.
Asteroiden har en diameter på ungefär 5 kilometer.